# Василий (Богоявленский)
Архиепи́скоп Васи́лий (в миру Васи́лий Дми́триевич Богоявле́нский; 1 февраля 1867, село Старое Сеславино, Тамбовская губерния — 27 августа 1918, Оханский уезд, Пермская губерния) — епископ Православной российской церкви, архиепископ Черниговский и Нежинский (с 5 октября 1916 года до апреля 1917 г., далее — архиепископ на покое). Присутствующий член Святейшего синода (1916—1917). Член Поместного собора Православной российской церкви с июля 1918 года.
В 2000 году причислен Русской православной церковью к лику священномучеников, в 2017 г. — к сонму Святых Отец Поместного Собора Церкви Русской 1917—1918 гг. Дни памяти: 25 января (7 февраля), 14 (27) августа, 5 (18) ноября.

## Биография
Родился третьим по счёту (из десяти) ребёнком в семье священника Архангельской церкви села Старое Сеславино Димитрия Ивановича Богоявленского (1840—1885) и Елизаветы Александровны Богоявленской. Дед будущего священномученика, создатель церковной библиотеки в Старосеславине, Иоанн Стефанович Богоявленский (1802—1863) и прадед (по бабушке Евдокии) Никифор Иванович Сеславинский служили священниками той же церкви. Отец и дед были в разное время благочинными своего округа, избирались делегатами епархиальных съездов. Четвероюродный брат митрополита Владимира (Богоявленского).
Жена — Елизавета Ивановна (по свидетельству их единственной внучки Т. Д. Богоявленской, в семье долго хранился портрет её бабушки кисти Ильи Репина).
В 1882 году окончил 2-е Тамбовское духовное училище, в 1888 году — Тамбовскую духовную семинарию, Казанскую духовную академию со степенью кандидата богословия (1900). Там же защитил диссертацию и был удостоен степени магистр богословия (1907, тема: «Вторая книга Маккавейская. Опыт исагогического исследования»).

### Священник и монах
20 сентября 1888 года был посвящён во диакона и приписан ко храму Рождества Христова в селе Старая Дегтянка Козловского уезда Тамбовской губернии, был учителем одноклассной церковно-приходской школы.
11 марта 1890 года возведён в сан священника и приписан ко храму Покрова Пресвятой Богородицы в селе Овсянки Кирсановского уезда Тамбовской епархии. В этой должности состоял до 1896 года, будучи, одновременно, заведующим и законоучителем церковно-приходской школы. Неизлечимая болезнь жены заставила его расстаться с родной епархией и переселиться в Казань, где он учился в академии и продолжил священническое служение в храме Троице-Феодоровского женского монастыря (1897), в кладбищенском храме (1901), в Казанском кафедральном соборе (1905). Член-учредитель братства во имя Пресвятой Богородицы при соборе и законоучитель в Спасо-Феодоровской школе, затем в Речном, начальных городском и министерском училищах, член комитета по проверке отчётов Казанской духовной академии и епархиального женского училища, член Церковного историко-археологического общества и духовной консистории.
После кончины супруги (не позднее 1904 года) продолжил воспитание их единственного сына Дмитрия, в 1908 году принял монашеский постриг в Свято-Троицкой Александро-Невской лавре и вскоре назначен ректором Черниговской духовной семинарии с возведением в сан архимандрита.

### Архиерей
26 июля 1909 года хиротонисан во епископа Сумского, викария Харьковской епархии. Руководил благоустройством Куряжского Преображенского монастыря.
С марта 1911 года — епископ Новгород-Северский, викарий Черниговской епархии.
12 мая 1911 года назначен епископом Черниговским и Нежинским.
По его инициативе и с его предисловием была издана книга-альбом «Картины церковной жизни Черниговской епархии». Построен Николаевский епархиальный дом (ныне здание Черниговской филармонии) с храмом, концертным залом для исполнения духовной музыки и для религиозно-просветительских целей, с рядом епархиальных учреждений, в том числе общественно-церковных и благотворительных. Созданы им (ещё в бытность викарием в Харьковской епархии) два новых странноприимных дома для паломников, стекавшихся на поклонение к мощам святителя Феодосия. В Черниговской епархии организован туберкулёзный санаторий для воспитанников духовной семинарии. О владыке Василии отзывались как о прекрасном администраторе и умелом хозяйственнике. Более всего заботился о делах милосердия и о народном просвещении под эгидой Церкви (за шесть лет его святительской деятельности было создано шесть новых учебных заведений для представителей всех сословий, в том числе учебных заведений для взрослых и для лиц женского пола, близок был к реализации план создания высшего педагогического православного института для женщин).
Награждён орденом Святого Владимира III (1912) и II (1916) степени.
1 июля 1916 года назначен исполняющим должность председателя Издательского совета при Святейшем Синоде. 5 октября 1916 года возведён в сан архиепископа.
После февральской революции дважды был арестован революционными властями Черниговской губернии, что было инициировано обер-прокурором Владимиром Львовым, подвергся обвинениям в волюнтаризме и в симонии со стороны части черниговского духовенства. По распоряжению Временного правительства в числе других архиереев был освобождён от присутствия в Святейшем синоде. 6 мая был отправлен на покой — настоятелем заштатной Николаевской Теребенской пустыни Тверской епархии, но уже 11 августа 1917 года был назначен управляющим на правах настоятеля Московским Заиконоспасским ставропигиальным монастырём.
В 1918 году член Поместного собора Православной российской церкви, участвовал в 3-й сессии. Глава комиссии по преобразованию московского Донского монастыря в особенную обитель для архиереев на покое. В конце июля 1918 года патриархом Тихоном был командирован в Пермь во главе комиссии для расследования обстоятельств убийства там архиепископа Андроника (Никольского).
После произведения следствия с другими членами комиссии выехал из Перми, однако их поезд 27 августа (н. ст.) 1918 года был остановлен за мостом через реку Каму. В вагон ворвались красноармейцы, вывели членов комиссии из поезда и расстреляли их (раненых добивали штыками). Тела, по одной версии, сбросили с Камского моста в реку. По другой версии, красноармейцы закопали тела на месте расстрела, но, боясь паломничества к могилам архиепископа и других убиенных, выкопали и сожгли их. Есть свидетельские показания, что сожгли только одежду, а тела вывезли на лодке и, опутав цепями, затопили в Каме.

## Канонизация
Имя епископа Василия было внесено в черновой поимённый список новомучеников и исповедников российских при подготовке канонизации, совершённой РПЦЗ в 1981 году. Однако список новомучеников был издан только в конце 1990-х годов.
Причислен к лику святых Новомучеников и Исповедников Российских на Юбилейном Архиерейском Соборе Русской Православной Церкви в августе 2000 года для общецерковного почитания. Одновременно были канонизированы и погибшие вместе с ним члены соборной комиссии. Ежегодная его молитвенная память 14 (27) августа.
4 мая 2017 года решением Священного Синода Русской православной церкви включён в собор «Отцев Поместнаго Собора Церкви Русския 1917—1918 гг.» (память 5/18 ноября).

## Сочинения
- Епархиальные съезды духовенства и их деятельность и значение. Омск, 1902;
- Вторая книга маккавейская. Опыт исагогического исследования. Казань, 1907;
- Церемониал [перенесения и погребения тела Димитрия, архиепископа Казанского и Свияжского]. Казань, 1908;
- Речь при наречении во епископа Сумского, вик. Харьковской епархии // Церковные ведомости. Приб. 1909. № 31. С. 1415—1416;
- Слово к воспитанникам, окончившим курс Черниговской ДС // Церковные ведомости. Приб. 1911. № 31. С. 1765;
- Картины церковной жизни Черниговской епархии из IX вековой её истории. К., 1911;
- Архипастырское слово к соработникам на ниве Христовой пастырям Церкви Черниговской. Чернигов, 1912;
- Слово на отдание Пасхи. Чернигов, 1912.